# Nokia X
Le Nokia X est un smartphone connu sous le nom de développement Normandy.
Il a été présenté au Mobile World Congress 2014.
Son système d'exploitation est Android Jelly Bean avec une surcouche Nokia qui lui donne une apparence de Windows Phone.
Il adopte un positionnement tarifaire plutôt « entrée de gamme », les Nokia Lumia étant « haut de gamme ».
Le Nokia X n'a pas le Google Play Store mais a eu sa propre boutique d'applications, le Nokia Store. Ce dernier avait très peu d'applications et a été remplacé par le Opera Mobile Store au milieu de 2015.
Le Nokia X a eu deux variantes et un successeur :
Le Nokia X+, non sorti en France, qui est un Nokia X avec 768 Mo de RAM (contre 512 Mo pour le modèle standard), et une carte micro SD offerte.
Le Nokia XL, plus grand. Il comporte une plus longue batterie, une caméra de 5 MP avec un flash et une caméra frontale (2 MP).
Le Nokia X2, sorti le 24 juin 2014. Il comporte un bouton d'accueil.

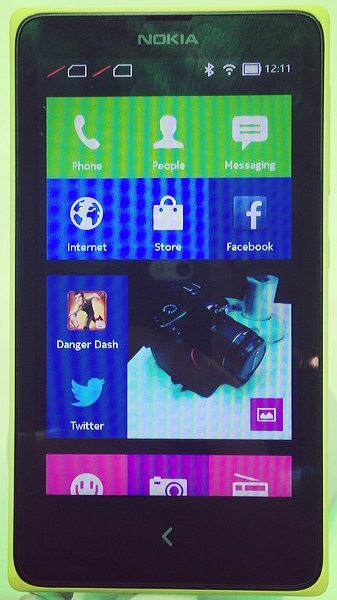

## Médias
L'annonce a étonné plusieurs spécialistes, et cela a donné lieu à de nombreuses réactions, même si les rumeurs se faisaient pressentes.
En effet, le mariage de Nokia avec Microsoft, qui doit être avalisé par les autorités compétentes se fera courant 2014 et l'entreprise finlandaise a un partenariat stratégique avec Windows Phone, le grand concurrent d'Android.
Il s'agit ainsi pour Nokia d'élargir sa gamme pour donner envie aux utilisateurs de s'approprier le système d’exploitation de Microsoft avant de passer sur un Lumia.
Les retours des médias sont plutôt positifs.